# Albrecht Paetz
Albrecht Paetz (* 15. Januar 1851 in Winzig, Landkreis Wohlau, Provinz Schlesien; † 25. Dezember 1922 in Altscherbitz) war ein deutscher Mediziner und Psychiater.

## Leben/Wirken
Paetz studierte in Berlin und Halle a. S. und wurde 1874 in Berlin mit der Dissertation Ueber Thoracocentese bei Pleuritis promoviert, 1875 in Halle approbiert. Schon vor seiner Approbation, 1874, war er als Volontärarzt in die damals unter Moritz Koeppes Leitung stehende Provinzial-Irrenanstalt Nietleben bei Halle a. S. eingetreten, an der er vom Tage seiner Approbation an als Assistenzarzt fungierte. 1876 siedelte er in der Stellung eines zweiten Arztes mit den ersten, von Nietleben entnommenen Kranken auf das von der Provinz Sachsen für die Errichtung einer neuen Irrenanstalt angekaufte Rittergut Altscherbitz über, wohin 1877 auch Koeppe übersiedelte, nachdem er bis dahin die Direktion von Nietleben aus wahrgenommen hatte. Nach Koeppes Tod (30. Januar 1879 in Altscherbitz) erhielt Geheimrat Dr. med. Albrecht Paetz die Direktion, anfangs kommissarisch, später definitiv. Er hielt über die Gestaltung der Unterbringung, die baulichen Veränderungen der Klinik und die Betreuung der Patienten mehrere Vorträge.

## Werke/Schriften
- Ueber Thoracocentese bei Pleuritis. Dissertation. Berlin 1874.
- Die Kolonisirung der Geisteskranken in Verbindung mit dem Offen-Thür-System, ihre historische Entwickelung und die Art ihrer Durchführung auf Rittergut Alt-Scherbitz. Verlag Julius Springer, Berlin 1893.

## Erinnerung
In Schkeuditz, zu dem der Stadtteil Altscherbitz gehört, wurde eine Straße nach Paetz benannt (Paetzstraße) und eine Haltestelle der Straßenbahnlinie 11 trägt ebenfalls seinen Namen.